# Риккардо, Даниэль
Даниэ́ль Рикка́рдо (англ. Daniel Ricciardo, род. 1 июля 1989 года в Перте, Австралия) — австралийский автогонщик, пилот Формулы-1 с 2011 года. Чемпион Британской Формулы-3 2009 года, дважды бронзовый призёр чемпионата Формулы-1 — в 2014 и 2016 годах.  В 2019 — 2020 гг. выступал за Renault. С 2021 года выступал за McLaren. В 2023 был резервным пилотом Red Bull, а с Гран-при Венгрии являлся гонщиком AlphaTauri, заменив там Ника де Вриса. В 2024 выступал за команду RB, переименованную из AlphaTauri, был заменён на Лиама Лоусона после Гран-При Сингапура.

## Карьера

### Формула-Форд и Формула-БМВ
Риккардо начал заниматься картингом в возрасте девяти лет и принял участие во многочисленных картинговых соревнованиях. В 2005 он присоединился к чемпионату Австралийской Формулы-Форд, где принял участие в трёх гонках, но ни в одной из них он не смог заработать очков. Однако в следующем году, он выиграл грант на участие в азиатском чемпионате Формулы-БМВ с командой Eurasia Motorsport. В чемпионате состоявшем из 19 гонок, молодой австралиец одержал 2 победы, обе на трассе Бира, а также заработал поул-позицию на трассе Чжухай на протяжении своего дебютного сезона, где он занял третье место в зачёте пилотов с 231 очками, отстав на 59 очков от чемпиона Эрла Бамбера.
В августе того же года ему предоставилась возможность сесть за руль одного из болидов «Формулы-БМВ» команды Motaworld Racing на восьмом этапе британского чемпионата. Несмотря на сход в первой гонке, Риккардо поднялся до восьмого места на финише второй гонки и ему за это досталось три очка. В конце года он принял участие в «Мировом финале Формулы-БМВ» с командой Fortec Motorsport, где он финишировал пятым, на четырнадцать секунд отстав от победителя Кристиана Фиториса.

### Формула-Рено
В 2007 австралиец перешёл в категорию «Формула-Рено» вместе с RP Motorsport, он принимал участие в европейском и итальянском чемпионате, в то время как он был сфокусирован на последней серии, где принял участие в четырнадцати гонках против четырёх в европейском чемпионате. Он завершил год седьмым в итальянской серии со 196 очками и подиумом на трассе в Валенсии, но ему не удалось добавить очки в копилку европейской серии.
Австралиец остался в «Формуле-Рено» на второй год в 2008, принимая участие в европейском и западноевропейском кубках. К концу года молодой пилот стал обладателем своего первого титула в «западноевропейском кубке» и финишировал вторым в Еврокубке позади финна Валттери Боттаса.

### Формула-3
Во время второй половины сезона 2008 года, Риккардо совершил свой дебют в Формуле-3 на Нюрбургринге, за команду «Евросерии Формулы-3» SG Formula. Несмотря на небольшой опыт австралиец квалифицировался восьмым в первой гонке, которое позже превратилось в шестое после столкновения Джеймса Джейкса и Кристиана Фиториса.
Риккардо отправился в чемпионат британской Формулы-3 в 2009 и выступал за команду Carlin Motorsport. Также он совершил свой дебют в 3,5-литровой серии Формула-Рено 3.5, где он был партнёром Шарля Пика в команде Tech 1 Racing на этапе в португальской Алгарве в Португалии. Он сошёл в первой гонке, а во второй финишировал пятнадцатым. Когда он вернулся в Формулу-3, его лидерство в чемпионате упрочилось до 45 очков. Победа и третье место среди британских болидов, дало ему неприступное 64-очковое лидирование над Ренгером ван дер Цанде. Это означает что Риккардо стал первым австралийским гонщиком со времён Дэвида Брэбема в 1989, который стал обладателем чемпионского титула. Также как и Брэбем, Риккардо выиграл титул на машине оборудованной мотором Volkswagen. Риккардо хорошо завершил сезон, завоевав два поула на последнем этапе в Брэндс-Хэтче. Он выиграл первую гонку на 15 секунд опередив ближайшего преследователя Макса Чилтона, и финишировал четвёртым (третьим среди основного класса, так как Маркус Эрикссон был участником пригласительного класса) в заключительной гонке сезона. Его чемпионский отрыв составил 87 очков от Вальтера Грубмюллера, которому удалось опередить напарника ван дер Цанде, который пропускал этот уик-энд из-за этапа в Барселоне.
Риккардо продолжил сотрудничество с «Carlin», приняв с командой участие на Гран-при Макао. Австралиец быстро набрал темп на трассе и был вторым из быстрейших (и быстрейшим новичком) позади Маркуса Эрикссона в первой квалификации, но во второй квалификации он смог показать лишь пятое время, которое стало его местом на стартовой решётке квалификационной гонки. После шестого места в квалификационной гонке, Риккардо сошёл на первом круге после столкновения с барьером в повороте San Francisco. Он продолжил движение с проколом колеса вверх по склону перед тем как снова врезаться в стену в Solitude Esses, и его болид перегородил трассу, что повлекло аварию семи его соперников.

### Формула-Рено 3.5
30 октября 2009, Риккардо был подписан командой Tech 1 Racing, в качестве пилота команды в сезоне 2010. Он выступал за команду на этапе в Алгарве в Португалии в 2009 и был напарником Брендона Хартли, другого пилота команды Tech 1 на протяжении сезона. В сезоне 2010 года Риккардо стал вторым, уступив в последней гонке Михаилу Алёшину.

## Формула-1
Риккардо совершил свой дебют за рулём болида Формулы-1, за команду Red Bull Racing на тестах молодых пилотов в Хересе в течение трёх дней с 1 по 3 декабря. В последний день Даниэль показал быстрейшее время тестов, опередив всех на секунду. Это сделало его единственным гонщиком, который смог попасть в 1:17. Руководитель команды Red Bull Racing Кристиан Хорнер предположил что Риккардо заменит напарника по Формуле-Рено 3.5 2010 Хартли, в качестве тест и запасного пилота команды. В итоге Риккардо и Хартли разделяли обязанности тест-пилотов за команду Red Bull и за сестринскую Scuderia Toro Rosso в сезоне 2010.
В 2011 году после Гран-при Европы подписал контракт с HRT до конца сезона. С 2012 года выступает за Toro Rosso. Лучший результат — 7 место.
6 сентября 2013 года стало известно, что Риккардо в 2014 году заменит соотечественника Марка Уэббера за рулём болида Red Bull.

### 2014
Несмотря на проблемы «Ред Булла» с надёжностью двигателей на предсезонных тестах, уже в первой же гонке за новую команду австралиец финишировал 2-м — это было бы его личным рекордом, но после гонки он был дисквалифицирован за превышение лимита на расход топлива. Без этого результата его личный рекорд — 4 место — достигнут в Бахрейне и повторён в Китае.
В Малайзии он долго шёл 4-м, но на последнем пит-стопе ему плохо прикрутили переднее левое колесо, из-за чего он потерял в боксах целый круг. Но на этом его неприятности не закончились. После выезда из боксов у него сломалось переднее крыло. Повторно посетив боксы, он всё же сошёл с дистанции незадолго до финиша. После гонки его наказали штрафом в 10 позиций на старте в Бахрейне. Поэтому квалифицировавшись там 3-м, впереди напарника, он стартовал 13-м, позади напарника, однако в гонке остановился впереди Феттеля и в шаге от подиума. В Китае он снова финишировал 4-м впереди Феттеля. В Испании и Монако стартовал и финишировал 3-м. В Канаде, стартовав 6-м, в самом конце гонки он смог обойти Нико Росберга, долгое время шедшего лидером, но которому из-за проблем с MGU-K пришлось сбавить темп, и тем самым выиграл первую гонку в своей карьере. В Шпильберге финишировал 8-м, в Великобритании 3-м, в Германии 6-м. В Венгрии одержал 2-ю, а в Бельгии — 3-ю победу в карьере и в сезоне. В Италии австралиец стартовал 9-м позади Феттеля, а финишировал 5-м впереди немца. В Сингапуре стартовал и финишировал 3-м. В Японии стартовал 6-м и финишировал 4-м. Хотя формально он финишировал 3-м, но гонка из-за сильного дождя была остановлена и не возобновлена на 46-м круге. Согласно правилам, в такой ситуации итоговый протокол гонки формируется за 2 круга до её остановки, а тогда австралиец был 4-м позади Феттеля, свернувшего на 45-м круге в боксы. В России он стартовал 6-м и финишировал 7-м. В США стартовал 5-м и финишировал 3-м. В Бразилии сошёл с дистанции из-за поломки подвески. В Абу-Даби квалифицировался 5-м, но был дисквалифицирован из-за гибкого переднего антикрыла и стартовал с пит-лейн. В гонке прорвался на 4 место.

### 2015
По окончании сезона 2014 новым напарником австралийца в Ред Булле вместо перешедшего в Ferrari Себастьяна Феттеля стал россиянин Даниил Квят.
В домашнем для себя Гран-при Риккардо финишировал 6-м. В Малайзии австралиец квалифицировался 4-м, но в гонке темп Ред Булла был слабым. Итог — 10 место. В Китае квалифицировался 7-м, но провалил старт и финишировал 9-м. В Бахрейне финишировал 6-м, причём его двигатель сгорел прямо на финишной прямой, но он успел пересечь черту. В Испании финишировал 7-м, в Монако 5-м, в Канаде 13-м, в Австрии 10-м, в Великобритании сошёл из-за проблем с двигателем. В Венгрии квалифицировался 4-м, но на старте откатился на 7 место. После волны пит-стопов вырвался на 5 место как вдруг на стартовой прямой у Нико Хюлькенберга оторвалось переднее антикрыло. Из-за обломков на трассе появилась машина безопасности. На рестарте австралиец атаковал Льюиса Хэмилтона и британец сломал об него своё переднее антикрыло (Хэмилтона в итоге признали виновным в этом инциденте и наказали проездом по пит-лейн). Австралиец же быстро прошёл Кими Райкконена, который ещё до аварии Хюлькенберга жаловался на потерю мощности силовой установки и в итоге сошёл с дистанции, и вышел на 3 место. За 5 кругов до финиша Риккардо в борьбе за 2 место атаковал Нико Росберга там же где и Хэмилтона и своим передним антикрылом проколол немцу левое заднее колесо (этот инцидент был в итоге признан гоночным), после чего сменив в боксах носовой обтекатель, откатился на 3 место, на котором и финишировал. В Бельгии сошёл из-за проблем с электроникой. В Италии из-за смены компонентов силовой установки стартовал последним, но прорвался на 8 место. В Сингапуре стартовал и финишировал 2-м. В Японии уже на старте столкнулся с Фелипе Массой и финишировал в итоге лишь 15-м. В России сошёл в конце из-за проблем с тормозами. В США квалифицировался 3-м в дождь. Поначалу в гонке на мокрой трассе Red Bull ехал очень быстро, и Риккардо даже вышел в лидеры. Однако когда трасса стала подсыхать, темп «быков» резко упал. Он начал пропускать одного за другим, даже столкнулся с Нико Хюлькенбергом и в итоге финишировал лишь 10-м. В Мексике стартовал и финишировал 5-м. В Бразилии, несмотря на новую версию двигателя, финишировал лишь 11-м, в Абу-Даби вернулся к старой версии двигателя и финишировал 6-м.

### 2016
В Австралии и Бахрейне финишировал 4-м. В Монако Даниэль впервые в карьере завоёвывает поул-позицию. Однако его гонка была испорчена тем, что на пит-стопе механики забыли принести новые покрышки — в итоге Риккардо простоял на пит-стопе почти минуту, отдав лидерство Льюису Хэмилтону. В Сингапуре был близок к победе, но всё-таки уступил Росбергу 4 десятые секунды. А уже в следующей гонке, проходившей в Малайзии, одержал победу после того, как у лидирующего Хэмилтона сгорел мотор.

### 2017
В Азербайджане Риккардо стартовал 10-м и выиграл, при этом в худшей части гонки он шёл только 17-м — это произошло за счёт раннего пит-стопа.

### 2018
На домашней гонке в Австралии квалифицировался 5-м, но стартовал 8-м из-за того, что недостаточно сбросил скорость под красными флагами в свободной практике. В гонке финишировал 4-м, установив лучший круг гонки. В Бахрейне сошёл на первом же круге из-за проблем с электрикой. В Китае показал настоящий мастер-класс по обгонам и одержал шестую в карьере победу с быстрым кругом гонки. В Азербайджане произошёл инцидент с его напарником Максом Ферстаппеном — на прямой Даниэль собирался обойти Макса, однако голландец два раза сместил траекторию (по правилам разрешено смещаться только один раз) и в результате Риккардо, не ожидавший такого манёвра от напарника, протаранил его. Оба гонщика получили предупреждения. В Испании финишировал 5-м и установил лучший круг. В Монако Даниэль доминировал весь уик-энд — сначала он был первым во всех свободных заездах, взял поул-позицию в квалификации и победил в гонке с отказавшим MGU-K, при этом австралийцу удалось лидировать всю дистанцию. В Канаде и Франции финишировал 4-м. На домашней гонке Red Bull в Австрии сошёл из-за проблем с выхлопной системой. В Великобритании закончил гонку 5-м. В Германии стартовал 19-м, так как был превышен лимит на количество элементов силовой установки. В гонке сошёл на 27-м круге — потеря мощности. В Венгрии прорвался с 12-го на 4-е место, став гонщиком дня и установив лучший круг гонки.
Во время летнего перерыва Даниэль вёл переговоры с Ferrari. По его словам, контракт был почти подписан, но кто-то в команде отказался работать с австралийцем. В итоге итальянская команда взяла себе в боевые пилоты на 2019 год Шарля Леклера.
3 августа стало известно, что Даниэль подписал контракт с Renault. Многих удивило это решение, даже сам Даниэль очень долго обдумывал свой выбор, но пришёл к выводу, что для него это новый вызов и он хочет сменить обстановку.
После объявления контракта с Renault результаты Даниэля упали — лишь в половине гонок он смог доехать до финиша, причём он ни разу не был на подиуме с Гран-при Монако. Команда явно дала понять, что работает только на Макса Ферстаппена.
В Бельгии из-за большой аварии на старте у Риккардо оторвало заднее антикрыло. Даниэль вернулся в боксы и выехал с отставанием в два круга, продолжая борьбу. Он держал невероятно быстрый темп, но команда попросила его сойти из-за того, что продолжать гонку было просто бессмысленно. В Италии он стартовал 19-м из-за замены элементов силовой установки и сошёл на 23-м круге. В Сингапуре многие считали Даниэля фаворитом, но он стартовал и финишировал 6-м. В России он стартовал 18-м из-за смены элементов силовой установки и финишировал 6-м. На Гран-при Японии проблемы с двигателем появились во втором сегменте квалификации, из-за чего он стартовал лишь 15-м. Все знали Даниэля как весёлого и жизнерадостного человека, но он не скрывал своих эмоций после этой поломки — он яростно кричал в шлем. В гонке он смог прорваться на 4-е место, став гонщиком дня. В США Даниэль мог побороться за подиум, но сошёл на 8-м круге.
После Гран-при Мексики (где он взял поул-позицию и сошёл в гонке) Даниэль заявил, что он не видит смысла выступать в оставшихся двух гонках и готов предоставить место за рулём Пьеру Гасли, который заменит его в следующем сезоне. Несмотря на то, что Даниэль — не суеверный человек, он сказал, что его машина просто проклята. Фанаты Риккардо поддерживали его решение и обвиняли команду Red Bull в том, что они мстят ему за переход в другую команду и перед гонками ломают ему двигатель. Потом Даниэль заявил, что у него ещё есть контрактные обязанности перед Red Bull и он всё-таки выйдет на старт двух оставшихся гонок. В Бразилии и Абу-Даби финишировал 4-м. Сезон завершил на 6-м месте с 170 очками, став гонщиком с наибольшим количеством сходов — у Даниэля их 8 за весь сезон.

### 2020
Во время паузы, которая была вызвана пандемией COVID-19 Риккардо подписал контракт с новой командой. 14 мая 2020 года стало известно, что австралиец начнёт сезон 2021 в McLaren. В первом Гран-при обновлённого календаря Риккардо прошёл в финальную часть квалификации, но в гонке быстро сошёл. К счастью для него, этот сход стал единственным в сезоне. Последовала череда очковых финишей: 8-е места в Штирии и Венгрии, 6-е в Италии и 5-е в России, а В Великобритании и Тоскане удаётся добраться до 4-го места в гонке. Неудачными оказались только Гран-при 70-летия и Испании, где очков заработать не удалось. На трассе в Спа вновь финиширует четвёртым, причём и в квалификации и в гонке. Дополнительно к этому Риккардо достаётся дополнительное очко за быстрый круг гонки — первый для «Рено» за последние 10 лет. Напарник австралийца Эстебан Окон финишировал следом, на 5-м месте. Этот результат стал лучшим для «Рено» после возвращения в Формулу-1, а гонщики снова повторили результат Гран-при Италии 2019. На Гран-при Айфеля Даниэль завоёвывает позицию на подиуме — первую для «Рено» после возвращения в чемпионат и первую же для себя после победы в Монако 2018 года. Завоевав также третье место в Гран-при Эмилии-Романьи, быстрый круг в Абу-Даби, и финишировав в очках во всех оставшихся гонках сезона, Риккардо завершает сезон на пятом месте, набрав 119 очков, установив 2 быстрых круга и завоевав два подиума.

### 2021

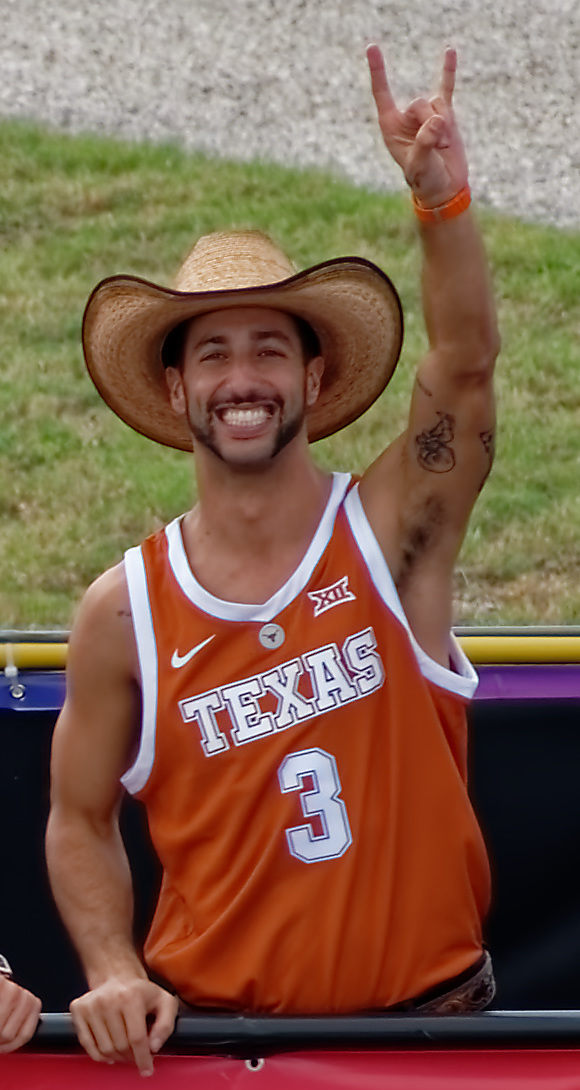
Риккардо в Соединённых Штатах в 2021

После двух лет в «Рено» Даниэль Риккардо перешёл в «Макларен», заменив в команде Карлоса Сайнса, который подписал многолетний контракт с «Феррари». Риккардо стал напарником Ландо Норриса.
Даниэль Риккардо закончил сезон на 8-м месте в зачёте пилотов, набрав 115 очков и завоевав одну победу на Гран-при Италии.

### 2022
В августе 2022 года Макларен и Риккардо расторгли контракт по взаимному согласию.

### 2023
Потеряв место в «Макларене», Риккардо не смог найти себе место основного гонщика ни в одной из команд, поэтому подписал контракт резервного гонщика с командой Red Bull. В середине сезона после Гран-при Великобритании из команды Scuderia Alpha Tauri из-за неудовлетворительных результатов был уволен Ник де Врис, и на его место был приглашён Риккардо.

### 2024
В сезоне 2024 года Риккардо продолжил выступления за команду Scuderia Alpha Tauri, представленную под новым названием: Visa Cash App RB. За 18 проведённых Гран-при Риккардо 4 раза финишировал в очках, набрав в сумме 12 зачётных баллов, против 22 очков напарника по команде, Юки Цуноды. В квалификациях Риккардо смог опередить своего напарника всего 6 раз. После Гран-при Сингапура было объявлено об увольнении Даниэля из команды в связи с неудовлетворительными результатами, и его замене на гонщика программы Red Bull Лиама Лоусона.

## Результаты выступлений

### Гоночная карьера
| Сезон | Серия                      | Команда                      | Гонки | Победы | Поулы | БК | Подиумы | Очки | Место |
| ----- | -------------------------- | ---------------------------- | ----- | ------ | ----- | -- | ------- | ---- | ----- |
| 2005  | Австралийская Формула-Форд | Частная                      | 3     | 0      | 0     | ?  | 0       | 74   | 8     |
| 2006  | Формула-БМВ Азия           | Eurasia Motorsport           | 19    | 2      | 3     | 3  | 12      | 231  | 3     |
| 2006  | Формула-БМВ UK             | Motaworld Racing             | 2     | 0      | 0     | 0  | 0       | 3    | 20    |
| 2006  | Мировой финал Формулы-БМВ  | Fortec Motorsport            | 1     | 0      | 0     | 0  | 0       | Н/Д  | 5     |
| 2007  | Формула-Рено 2.0 Италия    | RP Motorsport                | 14    | 0      | 0     | 0  | 1       | 196  | 6     |
| 2007  | Еврокубок Формулы-Рено 2.0 | RP Motorsport                | 4     | 0      | 0     | 0  | 0       | 0    | НКЛ   |
| 2008  | Формула-Рено 2.0 WEC       | SG Formula                   | 15    | 8      | 9     | 7  | 11      | 192  | 1     |
| 2008  | Еврокубок Формулы-Рено 2.0 | SG Formula                   | 18    | 6      | 5     | 5  | 7       | 136  | 2     |
| 2008  | Евросерия Формулы-3        | SG Formula                   | 2     | 0      | 0     | 0  | 0       | Н/Д  | НКЛ†  |
| 2008  | Формула-3 Мастерс          | SG Formula                   | 1     | 0      | 0     | 0  | 0       | Н/Д  | НКЛ   |
| 2009  | Британская Формула-3       | Carlin Motorsport            | 20    | 7      | 6     | 5  | 13      | 275  | 1     |
| 2009  | Формула-3 Мастерс          | Carlin Motorsport            | 1     | 0      | 0     | 0  | 0       | Н/Д  | НКЛ   |
| 2009  | Формула-Рено 3.5           | Tech 1 Racing                | 2     | 0      | 0     | 0  | 0       | 0    | 34    |
| 2009  | Гран-при Макао             | Carlin                       | 1     | 0      | 0     | 0  | 0       | Н/Д  | НКЛ   |
| 2010  | Формула-Рено 3.5           | Tech 1 Racing                | 16    | 4      | 8     | 5  | 8       | 136  | 2     |
| 2011  | Формула-1                  | Hispania Racing F1 Team      | 11    | 0      | 0     | 0  | 0       | 0    | 27    |
| 2012  | Формула-1                  | Scuderia Toro Rosso          | 20    | 0      | 0     | 0  | 0       | 10   | 18    |
| 2013  | Формула-1                  | Scuderia Toro Rosso          | 19    | 0      | 0     | 0  | 0       | 20   | 14    |
| 2014  | Формула-1                  | Infiniti Red Bull Racing     | 19    | 3      | 0     | 0  | 7       | 238  | 3     |
| 2015  | Формула-1                  | Infiniti Red Bull Racing     | 19    | 0      | 0     | 0  | 2       | 92   | 8     |
| 2016  | Формула-1                  | Red Bull Racing              | 21    | 1      | 1     | 3  | 6       | 204  | 3     |
| 2017  | Формула-1                  | Red Bull Racing              | 20    | 1      | 0     | 1  | 9       | 200  | 5     |
| 2018  | Формула-1                  | Aston Martin Red Bull Racing | 21    | 2      | 2     | 4  | 2       | 170  | 6     |
| 2019  | Формула-1                  | Renault F1 Team              | 21    | 0      | 0     | 0  | 0       | 54   | 9     |
| 2020  | Формула-1                  | Renault F1 Team              | 17    | 0      | 0     | 2  | 2       | 119  | 5     |
| 2021  | Формула-1                  | McLaren F1 Team              | 22    | 1      | 0     | 1  | 1       | 115  | 8     |
| 2022  | Формула-1                  | McLaren F1 Team              | 22    | 0      | 0     | 0  | 0       | 37   | 11    |
| 2023  | Формула-1                  | Scuderia AlphaTauri          | 7     | 0      | 0     | 0  | 0       | 6    | 17    |
| 2024  | Формула-1                  | RB                           | 18    | 0      | 0     | 1  | 0       | 12   | 17    |

† Риккардо не мог получать очки, поскольку он был гостевым пилотом.

### Формула-Рено 2.0 Италии
| Год  | Команда       | 1       | 2        | 3       | 4       | 5       | 6         | 7       | 8       | 9        | 10       | 11      | 12      | 13       | 14      | ЛЗ | Очки |
| ---- | ------------- | ------- | -------- | ------- | ------- | ------- | --------- | ------- | ------- | -------- | -------- | ------- | ------- | -------- | ------- | -- | ---- |
| 2007 | RP Motorsport | ВЛЛ 1 6 | ВЛЛ 2 30 | ВЛЛ 1 4 | ВЛЛ 2 8 | СПА 1 5 | СПА 2 Ret | ВАЛ 1 4 | ВАЛ 2 4 | МИЗ 1 12 | МИЗ 2 12 | МУД 1 4 | МУД 2 4 | МОЦ 1 11 | МОЦ 2 9 | 6  | 196  |

### Еврокубок Формулы-Рено 2.0
| Легенда к таблице |                                                                    |
| --- | ------------------------------------------------------------------ |
| В таблице перечислены результаты всех Гран-при Формулы-1, в которых принимал участие гонщик. Строками таблицы являются сезоны, столбцами — этапы чемпионата мира. В каждой клетке указаны сокращённое название этапа и результат, дополнительно обозначенный цветом. Расшифровка обозначений и цветов представлена в нижеследующей таблице. |                                                                    |
| \| Пример \| Описание \| \| ------------ \| ------------------------------------------------------------------ \| \| 1 \| Победитель \| \| 2 \| Второе место \| \| 3 \| Третье место \| \| 5 \| Финишировал, заработав очки \| \| Сход \| Не финишировал, но при этом заработал очки \| \| 12 \| Финишировал, не получив очков \| \| НКЛ \| Финишировал, но не попал в финальную классификацию \| \| 15 \| Участвовал вне зачёта, либо по отдельной классификации \| \| 18 \| Не финишировал, но попал в финальную классификацию \| \| Сход \| Не финишировал \| \| НКВ \| Не прошёл квалификацию \| \| НПКВ \| Не прошёл предквалификацию \| \| ДСК \| Дисквалифицирован \| \| ИСК \| Исключён из протокола соревнований \| \| ТТ \| Заявлен для участия только в тренировках \| \| НС \| Участвовал в квалификации, но не стартовал в гонке \| \| Т \| Травмирован или болен \| \| ОТК \| Отказ от участия \| \| НТР \| Прибыл на соревнования, но на трассу не выезжал \| \| НПР \| Был заявлен в числе участников, но не прибыл к началу соревнований \| \| О \| Соревнования отменены \| \| \| Не участвовал \| \| Поул-позиция \| \| \| Быстрый круг \| \| |                                                                    |
| Пример | Описание                                                           |
| 1 | Победитель                                                         |
| 2 | Второе место                                                       |
| 3 | Третье место                                                       |
| 5 | Финишировал, заработав очки                                        |
| Сход | Не финишировал, но при этом заработал очки                         |
| 12 | Финишировал, не получив очков                                      |
| НКЛ | Финишировал, но не попал в финальную классификацию                 |
| 15 | Участвовал вне зачёта, либо по отдельной классификации             |
| 18 | Не финишировал, но попал в финальную классификацию                 |
| Сход | Не финишировал                                                     |
| НКВ | Не прошёл квалификацию                                             |
| НПКВ | Не прошёл предквалификацию                                         |
| ДСК | Дисквалифицирован                                                  |
| ИСК | Исключён из протокола соревнований                                 |
| ТТ | Заявлен для участия только в тренировках                           |
| НС | Участвовал в квалификации, но не стартовал в гонке                 |
| Т | Травмирован или болен                                              |
| ОТК | Отказ от участия                                                   |
| НТР | Прибыл на соревнования, но на трассу не выезжал                    |
| НПР | Был заявлен в числе участников, но не прибыл к началу соревнований |
| О | Соревнования отменены                                              |
| | Не участвовал                                                      |
| Поул-позиция |                                                                    |
| Быстрый круг |                                                                    |

| Год  | Команда       | 1     | 2       | 3       | 4       | 5     | 6       | 7       | 8       | 9         | 10      | 11       | 12       | 13       | 14         | ЛЗ   | Очки |
| ---- | ------------- | ----- | ------- | ------- | ------- | ----- | ------- | ------- | ------- | --------- | ------- | -------- | -------- | -------- | ---------- | ---- | ---- |
| 2007 | RP Motorsport | ZOL 1 | ZOL 2   | НЮР 1   | НЮР 2   | ХУН 1 | ХУН 2   | ДОН 1   | ДОН 2   | МАН 1     | МАН 2   | ЭШТ 1 17 | ЭШТ 2 15 | КАТ 1 33 | КАТ 2 Сход | НКЛ* | Н/Д  |
| 2008 | SG Formula    | СПА 1 | СПА 2 4 | СИЛ 1 4 | СИЛ 2 1 | ХУН 1 | ХУН 2 1 | НЮР 1 3 | НЮР 2 5 | ЛМН 1 Ret | ЛМН 2 6 | ЭШТ 1    | ЭШТ 2 10 | КАТ 1 6  | КАТ 2 1    | 2    | 136  |

- — Поскольку Риккардо был гостевым пилотом, он не мог зарабатывать очки.

### Западноевропейский кубок Формулы-Рено 2.0
| Легенда к таблице |                                                                    |
| --- | ------------------------------------------------------------------ |
| В таблице перечислены результаты всех Гран-при Формулы-1, в которых принимал участие гонщик. Строками таблицы являются сезоны, столбцами — этапы чемпионата мира. В каждой клетке указаны сокращённое название этапа и результат, дополнительно обозначенный цветом. Расшифровка обозначений и цветов представлена в нижеследующей таблице. |                                                                    |
| \| Пример \| Описание \| \| ------------ \| ------------------------------------------------------------------ \| \| 1 \| Победитель \| \| 2 \| Второе место \| \| 3 \| Третье место \| \| 5 \| Финишировал, заработав очки \| \| Сход \| Не финишировал, но при этом заработал очки \| \| 12 \| Финишировал, не получив очков \| \| НКЛ \| Финишировал, но не попал в финальную классификацию \| \| 15 \| Участвовал вне зачёта, либо по отдельной классификации \| \| 18 \| Не финишировал, но попал в финальную классификацию \| \| Сход \| Не финишировал \| \| НКВ \| Не прошёл квалификацию \| \| НПКВ \| Не прошёл предквалификацию \| \| ДСК \| Дисквалифицирован \| \| ИСК \| Исключён из протокола соревнований \| \| ТТ \| Заявлен для участия только в тренировках \| \| НС \| Участвовал в квалификации, но не стартовал в гонке \| \| Т \| Травмирован или болен \| \| ОТК \| Отказ от участия \| \| НТР \| Прибыл на соревнования, но на трассу не выезжал \| \| НПР \| Был заявлен в числе участников, но не прибыл к началу соревнований \| \| О \| Соревнования отменены \| \| \| Не участвовал \| \| Поул-позиция \| \| \| Быстрый круг \| \| |                                                                    |
| Пример | Описание                                                           |
| 1 | Победитель                                                         |
| 2 | Второе место                                                       |
| 3 | Третье место                                                       |
| 5 | Финишировал, заработав очки                                        |
| Сход | Не финишировал, но при этом заработал очки                         |
| 12 | Финишировал, не получив очков                                      |
| НКЛ | Финишировал, но не попал в финальную классификацию                 |
| 15 | Участвовал вне зачёта, либо по отдельной классификации             |
| 18 | Не финишировал, но попал в финальную классификацию                 |
| Сход | Не финишировал                                                     |
| НКВ | Не прошёл квалификацию                                             |
| НПКВ | Не прошёл предквалификацию                                         |
| ДСК | Дисквалифицирован                                                  |
| ИСК | Исключён из протокола соревнований                                 |
| ТТ | Заявлен для участия только в тренировках                           |
| НС | Участвовал в квалификации, но не стартовал в гонке                 |
| Т | Травмирован или болен                                              |
| ОТК | Отказ от участия                                                   |
| НТР | Прибыл на соревнования, но на трассу не выезжал                    |
| НПР | Был заявлен в числе участников, но не прибыл к началу соревнований |
| О | Соревнования отменены                                              |
| | Не участвовал                                                      |
| Поул-позиция |                                                                    |
| Быстрый круг |                                                                    |

| Год  | Команда    | 1     | 2       | 3     | 4       | 5     | 6         | 7     | 8     | 9     | 10      | 11      | 12      | 13      | 14    | 15      | ЛЗ | Очки |
| ---- | ---------- | ----- | ------- | ----- | ------- | ----- | --------- | ----- | ----- | ----- | ------- | ------- | ------- | ------- | ----- | ------- | -- | ---- |
| 2008 | SG Formula | НОГ 1 | НОГ 2 5 | ДИЖ 1 | ДИЖ 2 1 | ВАЛ 1 | ВАЛ 2 ДСК | ЛМН 1 | ЭШТ 1 | ЭШТ 2 | СПА 1 2 | СПА 2 1 | МАН 1 6 | МАН 2 4 | КАТ 1 | КАТ 1 2 | 1  | 192  |

### Формула-3
| Легенда к таблице |                                                                    |
| --- | ------------------------------------------------------------------ |
| В таблице перечислены результаты всех Гран-при Формулы-1, в которых принимал участие гонщик. Строками таблицы являются сезоны, столбцами — этапы чемпионата мира. В каждой клетке указаны сокращённое название этапа и результат, дополнительно обозначенный цветом. Расшифровка обозначений и цветов представлена в нижеследующей таблице. |                                                                    |
| \| Пример \| Описание \| \| ------------ \| ------------------------------------------------------------------ \| \| 1 \| Победитель \| \| 2 \| Второе место \| \| 3 \| Третье место \| \| 5 \| Финишировал, заработав очки \| \| Сход \| Не финишировал, но при этом заработал очки \| \| 12 \| Финишировал, не получив очков \| \| НКЛ \| Финишировал, но не попал в финальную классификацию \| \| 15 \| Участвовал вне зачёта, либо по отдельной классификации \| \| 18 \| Не финишировал, но попал в финальную классификацию \| \| Сход \| Не финишировал \| \| НКВ \| Не прошёл квалификацию \| \| НПКВ \| Не прошёл предквалификацию \| \| ДСК \| Дисквалифицирован \| \| ИСК \| Исключён из протокола соревнований \| \| ТТ \| Заявлен для участия только в тренировках \| \| НС \| Участвовал в квалификации, но не стартовал в гонке \| \| Т \| Травмирован или болен \| \| ОТК \| Отказ от участия \| \| НТР \| Прибыл на соревнования, но на трассу не выезжал \| \| НПР \| Был заявлен в числе участников, но не прибыл к началу соревнований \| \| О \| Соревнования отменены \| \| \| Не участвовал \| \| Поул-позиция \| \| \| Быстрый круг \| \| |                                                                    |
| Пример | Описание                                                           |
| 1 | Победитель                                                         |
| 2 | Второе место                                                       |
| 3 | Третье место                                                       |
| 5 | Финишировал, заработав очки                                        |
| Сход | Не финишировал, но при этом заработал очки                         |
| 12 | Финишировал, не получив очков                                      |
| НКЛ | Финишировал, но не попал в финальную классификацию                 |
| 15 | Участвовал вне зачёта, либо по отдельной классификации             |
| 18 | Не финишировал, но попал в финальную классификацию                 |
| Сход | Не финишировал                                                     |
| НКВ | Не прошёл квалификацию                                             |
| НПКВ | Не прошёл предквалификацию                                         |
| ДСК | Дисквалифицирован                                                  |
| ИСК | Исключён из протокола соревнований                                 |
| ТТ | Заявлен для участия только в тренировках                           |
| НС | Участвовал в квалификации, но не стартовал в гонке                 |
| Т | Травмирован или болен                                              |
| ОТК | Отказ от участия                                                   |
| НТР | Прибыл на соревнования, но на трассу не выезжал                    |
| НПР | Был заявлен в числе участников, но не прибыл к началу соревнований |
| О | Соревнования отменены                                              |
| | Не участвовал                                                      |
| Поул-позиция |                                                                    |
| Быстрый круг |                                                                    |

| Год  | Команда    | Шасси            | Мотор    | 1      | 2      | 3     | 4     | 5    | 6    | 7     | 8     | 9     | 10    | 11      | 12       | 13    | 14    | 15    | 16    | 17    | 18    | 19     | 20     | ЛЗ   | Очки |
| ---- | ---------- | ---------------- | -------- | ------ | ------ | ----- | ----- | ---- | ---- | ----- | ----- | ----- | ----- | ------- | -------- | ----- | ----- | ----- | ----- | ----- | ----- | ------ | ------ | ---- | ---- |
| 2008 | SG Formula | Dallara F308/014 | Mercedes | ХОК1 1 | ХОК1 2 | МУД 1 | МУД 2 | ПО 1 | ПО 2 | НОР 1 | НОР 2 | ЗАН 1 | ЗАН 2 | НЮР 1 6 | НЮР 2 15 | БРХ 1 | БРХ 2 | КАТ 1 | КАТ 2 | ЛМН 1 | ЛМН 2 | ХОК2 1 | ХОК2 2 | НКЛ* | Н/Д  |

- — Поскольку Риккардо был гостевым пилотом, он не мог зарабатывать очки.

### Британская Формула-3
| Легенда к таблице |                                                                    |
| --- | ------------------------------------------------------------------ |
| В таблице перечислены результаты всех Гран-при Формулы-1, в которых принимал участие гонщик. Строками таблицы являются сезоны, столбцами — этапы чемпионата мира. В каждой клетке указаны сокращённое название этапа и результат, дополнительно обозначенный цветом. Расшифровка обозначений и цветов представлена в нижеследующей таблице. |                                                                    |
| \| Пример \| Описание \| \| ------------ \| ------------------------------------------------------------------ \| \| 1 \| Победитель \| \| 2 \| Второе место \| \| 3 \| Третье место \| \| 5 \| Финишировал, заработав очки \| \| Сход \| Не финишировал, но при этом заработал очки \| \| 12 \| Финишировал, не получив очков \| \| НКЛ \| Финишировал, но не попал в финальную классификацию \| \| 15 \| Участвовал вне зачёта, либо по отдельной классификации \| \| 18 \| Не финишировал, но попал в финальную классификацию \| \| Сход \| Не финишировал \| \| НКВ \| Не прошёл квалификацию \| \| НПКВ \| Не прошёл предквалификацию \| \| ДСК \| Дисквалифицирован \| \| ИСК \| Исключён из протокола соревнований \| \| ТТ \| Заявлен для участия только в тренировках \| \| НС \| Участвовал в квалификации, но не стартовал в гонке \| \| Т \| Травмирован или болен \| \| ОТК \| Отказ от участия \| \| НТР \| Прибыл на соревнования, но на трассу не выезжал \| \| НПР \| Был заявлен в числе участников, но не прибыл к началу соревнований \| \| О \| Соревнования отменены \| \| \| Не участвовал \| \| Поул-позиция \| \| \| Быстрый круг \| \| |                                                                    |
| Пример | Описание                                                           |
| 1 | Победитель                                                         |
| 2 | Второе место                                                       |
| 3 | Третье место                                                       |
| 5 | Финишировал, заработав очки                                        |
| Сход | Не финишировал, но при этом заработал очки                         |
| 12 | Финишировал, не получив очков                                      |
| НКЛ | Финишировал, но не попал в финальную классификацию                 |
| 15 | Участвовал вне зачёта, либо по отдельной классификации             |
| 18 | Не финишировал, но попал в финальную классификацию                 |
| Сход | Не финишировал                                                     |
| НКВ | Не прошёл квалификацию                                             |
| НПКВ | Не прошёл предквалификацию                                         |
| ДСК | Дисквалифицирован                                                  |
| ИСК | Исключён из протокола соревнований                                 |
| ТТ | Заявлен для участия только в тренировках                           |
| НС | Участвовал в квалификации, но не стартовал в гонке                 |
| Т | Травмирован или болен                                              |
| ОТК | Отказ от участия                                                   |
| НТР | Прибыл на соревнования, но на трассу не выезжал                    |
| НПР | Был заявлен в числе участников, но не прибыл к началу соревнований |
| О | Соревнования отменены                                              |
| | Не участвовал                                                      |
| Поул-позиция |                                                                    |
| Быстрый круг |                                                                    |

| Год  | Команда           | 1     | 2       | 3        | 4        | 5         | 6       | 7       | 8       | 9       | 10    | 11      | 12      | 13    | 14    | 15     | 16       | 17      | 18      | 19    | 20      | ЛЗ | Очки |
| ---- | ----------------- | ----- | ------- | -------- | -------- | --------- | ------- | ------- | ------- | ------- | ----- | ------- | ------- | ----- | ----- | ------ | -------- | ------- | ------- | ----- | ------- | -- | ---- |
| 2009 | Carlin Motorsport | ОУЛ 1 | ОУЛ 2 1 | СИЛ1 1 5 | СИЛ1 2 1 | РОК 1 Ret | РОК 2 5 | ХОК 1 4 | ХОК 2 8 | СНЕ 1 2 | СНЕ 2 | ДОН 1 3 | ДОН 2 5 | СПА 1 | СПА 2 | СИЛ2 1 | СИЛ2 2 3 | АЛГ 1 3 | АЛГ 2 5 | БРХ 1 | БРХ 2 4 | 1  | 275  |

### Формула-Рено 3.5
| Легенда к таблице |                                                                    |
| --- | ------------------------------------------------------------------ |
| В таблице перечислены результаты всех Гран-при Формулы-1, в которых принимал участие гонщик. Строками таблицы являются сезоны, столбцами — этапы чемпионата мира. В каждой клетке указаны сокращённое название этапа и результат, дополнительно обозначенный цветом. Расшифровка обозначений и цветов представлена в нижеследующей таблице. |                                                                    |
| \| Пример \| Описание \| \| ------------ \| ------------------------------------------------------------------ \| \| 1 \| Победитель \| \| 2 \| Второе место \| \| 3 \| Третье место \| \| 5 \| Финишировал, заработав очки \| \| Сход \| Не финишировал, но при этом заработал очки \| \| 12 \| Финишировал, не получив очков \| \| НКЛ \| Финишировал, но не попал в финальную классификацию \| \| 15 \| Участвовал вне зачёта, либо по отдельной классификации \| \| 18 \| Не финишировал, но попал в финальную классификацию \| \| Сход \| Не финишировал \| \| НКВ \| Не прошёл квалификацию \| \| НПКВ \| Не прошёл предквалификацию \| \| ДСК \| Дисквалифицирован \| \| ИСК \| Исключён из протокола соревнований \| \| ТТ \| Заявлен для участия только в тренировках \| \| НС \| Участвовал в квалификации, но не стартовал в гонке \| \| Т \| Травмирован или болен \| \| ОТК \| Отказ от участия \| \| НТР \| Прибыл на соревнования, но на трассу не выезжал \| \| НПР \| Был заявлен в числе участников, но не прибыл к началу соревнований \| \| О \| Соревнования отменены \| \| \| Не участвовал \| \| Поул-позиция \| \| \| Быстрый круг \| \| |                                                                    |
| Пример | Описание                                                           |
| 1 | Победитель                                                         |
| 2 | Второе место                                                       |
| 3 | Третье место                                                       |
| 5 | Финишировал, заработав очки                                        |
| Сход | Не финишировал, но при этом заработал очки                         |
| 12 | Финишировал, не получив очков                                      |
| НКЛ | Финишировал, но не попал в финальную классификацию                 |
| 15 | Участвовал вне зачёта, либо по отдельной классификации             |
| 18 | Не финишировал, но попал в финальную классификацию                 |
| Сход | Не финишировал                                                     |
| НКВ | Не прошёл квалификацию                                             |
| НПКВ | Не прошёл предквалификацию                                         |
| ДСК | Дисквалифицирован                                                  |
| ИСК | Исключён из протокола соревнований                                 |
| ТТ | Заявлен для участия только в тренировках                           |
| НС | Участвовал в квалификации, но не стартовал в гонке                 |
| Т | Травмирован или болен                                              |
| ОТК | Отказ от участия                                                   |
| НТР | Прибыл на соревнования, но на трассу не выезжал                    |
| НПР | Был заявлен в числе участников, но не прибыл к началу соревнований |
| О | Соревнования отменены                                              |
| | Не участвовал                                                      |
| Поул-позиция |                                                                    |
| Быстрый круг |                                                                    |

| Год  | Команда       | 1     | 2     | 3     | 4     | 5     | 6     | 7     | 8     | 9     | 10    | 11    | 12         | 13       | 14    | 15    | 16    | 17    | ЛЗ | Очки |
| ---- | ------------- | ----- | ----- | ----- | ----- | ----- | ----- | ----- | ----- | ----- | ----- | ----- | ---------- | -------- | ----- | ----- | ----- | ----- | -- | ---- |
| 2009 | Tech 1 Racing | КАТ 1 | КАТ 2 | СПА 1 | СПА 2 | МОН 1 | ХУН 1 | ХУН 2 | СИЛ 1 | СИЛ 2 | ЛМН 1 | ЛМН 2 | АЛГ 1 Сход | АЛГ 2 15 | НЮР 1 | НЮР 2 | АЛК 1 | АЛК 2 | 34 | 0    |

### Формула-1
| Легенда к таблице |                                                                    |
| --- | ------------------------------------------------------------------ |
| В таблице перечислены результаты всех Гран-при Формулы-1, в которых принимал участие гонщик. Строками таблицы являются сезоны, столбцами — этапы чемпионата мира. В каждой клетке указаны сокращённое название этапа и результат, дополнительно обозначенный цветом. Расшифровка обозначений и цветов представлена в нижеследующей таблице. |                                                                    |
| \| Пример \| Описание \| \| ------------ \| ------------------------------------------------------------------ \| \| 1 \| Победитель \| \| 2 \| Второе место \| \| 3 \| Третье место \| \| 5 \| Финишировал, заработав очки \| \| Сход \| Не финишировал, но при этом заработал очки \| \| 12 \| Финишировал, не получив очков \| \| НКЛ \| Финишировал, но не попал в финальную классификацию \| \| 15 \| Участвовал вне зачёта, либо по отдельной классификации \| \| 18 \| Не финишировал, но попал в финальную классификацию \| \| Сход \| Не финишировал \| \| НКВ \| Не прошёл квалификацию \| \| НПКВ \| Не прошёл предквалификацию \| \| ДСК \| Дисквалифицирован \| \| ИСК \| Исключён из протокола соревнований \| \| ТТ \| Заявлен для участия только в тренировках \| \| НС \| Участвовал в квалификации, но не стартовал в гонке \| \| Т \| Травмирован или болен \| \| ОТК \| Отказ от участия \| \| НТР \| Прибыл на соревнования, но на трассу не выезжал \| \| НПР \| Был заявлен в числе участников, но не прибыл к началу соревнований \| \| О \| Соревнования отменены \| \| \| Не участвовал \| \| Поул-позиция \| \| \| Быстрый круг \| \| |                                                                    |
| Пример | Описание                                                           |
| 1 | Победитель                                                         |
| 2 | Второе место                                                       |
| 3 | Третье место                                                       |
| 5 | Финишировал, заработав очки                                        |
| Сход | Не финишировал, но при этом заработал очки                         |
| 12 | Финишировал, не получив очков                                      |
| НКЛ | Финишировал, но не попал в финальную классификацию                 |
| 15 | Участвовал вне зачёта, либо по отдельной классификации             |
| 18 | Не финишировал, но попал в финальную классификацию                 |
| Сход | Не финишировал                                                     |
| НКВ | Не прошёл квалификацию                                             |
| НПКВ | Не прошёл предквалификацию                                         |
| ДСК | Дисквалифицирован                                                  |
| ИСК | Исключён из протокола соревнований                                 |
| ТТ | Заявлен для участия только в тренировках                           |
| НС | Участвовал в квалификации, но не стартовал в гонке                 |
| Т | Травмирован или болен                                              |
| ОТК | Отказ от участия                                                   |
| НТР | Прибыл на соревнования, но на трассу не выезжал                    |
| НПР | Был заявлен в числе участников, но не прибыл к началу соревнований |
| О | Соревнования отменены                                              |
| | Не участвовал                                                      |
| Поул-позиция |                                                                    |
| Быстрый круг |                                                                    |

| Сезон | Команда                  | Шасси           | Двигатель                              | Ш | 1        | 2        | 3        | 4        | 5        | 6        | 7        | 8        | 9        | 10     | 11       | 12       | 13       | 14       | 15     | 16       | 17       | 18       | 19       | 20       | 21       | 22     | 23  | 24  | Место | Очки |
| ----- | ------------------------ | --------------- | -------------------------------------- | - | -------- | -------- | -------- | -------- | -------- | -------- | -------- | -------- | -------- | ------ | -------- | -------- | -------- | -------- | ------ | -------- | -------- | -------- | -------- | -------- | -------- | ------ | --- | --- | ----- | ---- |
| 2011  | Scuderia Toro Rosso      | Toro Rosso STR6 | Ferrari 056 2,4 V8                     | P | АВС тест | МАЛ тест | КИТ тест | ИСП тест | МОН тест | ТУР тест | КАН тест | ЕВР тест |          |        |          |          |          |          |        |          |          |          |          |          |          |        |     |     | 27    | 0    |
| 2011  | HRT Racing F1 Team       | Hispania F111   | Cosworth CA2011 2,4 V8                 | P |          |          |          |          |          |          |          |          | ВЕЛ 19   | ГЕР 19 | ВЕН 18   | БЕЛ Сход | ИТА НКЛ  | СИН 19   | ЯПО 22 | КОР 19   | ИНД 18   | АБУ Сход | БРА 20   |          |          |        |     |     | 27    | 0    |
| 2012  | Scuderia Toro Rosso      | Toro Rosso STR7 | Ferrari 056 2,4 V8                     | P | АВС 9    | МАЛ 12   | КИТ 17   | БАХ 15   | ИСП 13   | МОН Сход | КАН 14   | ЕВР 11   | ВЕЛ 13   | ГЕР 13 | ВЕН 15   | БЕЛ 9    | ИТА 12   | СИН 9    | ЯПО 10 | КОР 9    | ИНД 13   | АБУ 10   | США 12   | БРА 13   |          |        |     |     | 18    | 10   |
| 2013  | Scuderia Toro Rosso      | Toro Rosso STR8 | Ferrari 056 2,4 V8                     | P | АВС Сход | МАЛ 18   | КИТ 7    | БАХ 16   | ИСП 10   | МОН Сход | КАН 15   | ВЕЛ 8    | ГЕР 12   | ВЕН 13 | БЕЛ 10   | ИТА 7    | СИН Сход | КОР 19   | ЯПО 13 | ИНД 10   | АБУ 16   | США 11   | БРА 10   |          |          |        |     |     | 14    | 20   |
| 2014  | Infiniti Red Bull Racing | Red Bull RB10   | Renault Energy F1-2014 1,6 V6T         | P | АВС ДСК  | МАЛ Сход | БАХ 4    | КИТ 4    | ИСП 3    | МОН 3    | КАН 1    | АВТ 8    | ВЕЛ 3    | ГЕР 6  | ВЕН 1    | БЕЛ 1    | ИТА 5    | СИН 3    | ЯПО 4  | РОС 7    | США 3    | БРА Сход | АБУ 4    |          |          |        |     |     | 3     | 238  |
| 2015  | Infiniti Red Bull Racing | Red Bull RB11   | Renault Energy F1-2015 1,6 V6T         | P | АВС 6    | МАЛ 10   | КИТ 9    | БАХ 6    | ИСП 7    | МОН 5    | КАН 13   | АВТ 10   | ВЕЛ Сход | ВЕН 3  | БЕЛ Сход | ИТА 8    | СИН 2    | ЯПО 15   | РОС 15 | США 10   | МЕК 5    | БРА 11   | АБУ 6    |          |          |        |     |     | 8     | 92   |
| 2016  | Red Bull Racing          | Red Bull RB12   | TAG Heuer (Renault RE16) 1,6 V6T       | P | АВС 4    | БАХ 4    | КИТ 4    | РОС 11   | ИСП 4    | МОН 2    | КАН 7    | ЕВР 7    | АВТ 5    | ВЕЛ 4  | ВЕН 3    | ГЕР 2    | БЕЛ 2    | ИТА 5    | СИН 2  | МАЛ 1    | ЯПО 6    | США 3    | МЕК 3    | БРА 8    | АБУ 5    |        |     |     | 3     | 256  |
| 2017  | Red Bull Racing          | Red Bull RB13   | TAG Heuer (Renault R.E.17) 1,6 V6T     | P | АВС Сход | КИТ 4    | БАХ 5    | РОС Сход | ИСП 3    | МОН 3    | КАН 3    | АЗЕ 1    | АВТ 3    | ВЕЛ 5  | ВЕН Сход | БЕЛ 3    | ИТА 4    | СИН 2    | МАЛ 3  | ЯПО 3    | США Сход | МЕК Сход | БРА 6    | АБУ Сход |          |        |     |     | 5     | 200  |
| 2018  | Red Bull Racing          | Red Bull RB14   | TAG Heuer (Renault R.E.18) 1,6 V6T     | P | АВС 4    | БАХ Сход | КИТ 1    | АЗЕ Сход | ИСП 5    | МОН 1    | КАН 4    | ФРА 4    | АВТ Сход | ВЕЛ 5  | ГЕР Сход | ВЕН 4    | БЕЛ Сход | ИТА Сход | СИН 6  | РОС 6    | ЯПО 4    | США Сход | МЕК Сход | БРА 4    | АБУ 4    |        |     |     | 6     | 170  |
| 2019  | Renault F1 Team          | Renault RS19    | Renault E-Tech 19 1,6 V6               | P | АВС Сход | БАХ 18   | КИТ 7    | АЗЕ Сход | ИСП 12   | МОН 9    | КАН 6    | ФРА 11   | АВТ 12   | ВЕЛ 7  | ГЕР Сход | ВЕН 14   | БЕЛ 14   | ИТА 4    | СИН 14 | РОС Сход | ЯПО ДСК  | МЕК 8    | США 6    | БРА 6    | АБУ 11   |        |     |     | 9     | 54   |
| 2020  | Renault F1 Team          | Renault RS20    | Renault E-Tech 20 1,6 V6               | P | АВТ Сход | ШТИ 8    | ВЕН 8    | ВЕЛ 4    | 70Л 14   | ИСП 11   | БЕЛ 4    | ИТА 6    | ТОС 4    | РОС 5  | АЙФ 3    | ПОР 9    | ЭМИ 3    | ТУР 10   | БАХ 7  | САХ 5    | АБУ 7    |          |          |          |          |        |     |     | 5     | 119  |
| 2021  | McLaren F1 Team          | McLaren MCL35M  | Mercedes M12 E Performance 1,6 V6T     | P | БАХ 7    | ЭМИ 6    | ПОР 9    | ИСП 6    | МОН 12   | АЗЕ 9    | ФРА 6    | ШТИ 13   | АВТ 7    | ВЕЛ 5  | ВЕН 11   | БЕЛ 4    | НИД 11   | ИТА 1    | РОС 4  | ТУР 13   | США 5    | МЕХ 12   | САП Сход | КАТ 12   | САУ 5    | АБУ 12 |     |     | 8     | 115  |
| 2022  | McLaren F1 Team          | McLaren MCL36   | Mercedes F1 M13 E Performance 1,6 V6 t | P | БАХ 14   | САУ Сход | АВС 6    | ЭМИ 18   | МАЙ 13   | ИСП 12   | МОН 13   | АЗЕ 8    | КАН 11   | ВЕЛ 13 | АВТ 9    | ФРА 9    | ВЕН 15   | БЕЛ 15   | НИД 17 | ИТА Сход | СИН 5    | ЯПО 11   | США 16   | МЕХ 7    | САП Сход | АБУ 9  |     |     | 11    | 37   |
| 2023  | Scuderia AlphaTauri      | AlphaTauri AT04 | Honda RBPT RBPTH001 1,6 V6 Т           | P | БАХ      | САУ      | АВС      | АЗЕ      | МАЙ      | МОН      | ИСП      | КАН      | АВТ      | ВЕЛ    | ВЕН 13   | БЕЛ 16   | НИД Т    | ИТА      | СИН    | ЯПО      | КАТ      | США 15   | МЕХ 7    | САП 13   | ЛАС 14   | АБУ 11 |     |     | 17    | 6    |
| 2024  | Visa Cash App RB F1 Team | RB VCARB 01     | Honda RBPT RBPTH002 1,6 V6 Т           | P | БАХ 13   | САУ 16   | АВС 12   | ЯПО Сход | КИТ Сход | МАЙ 15   | ЭМИ 13   | МОН 12   | КАН 8    | ИСП 15 | АВТ 9    | ВЕЛ 13   | ВЕН 12   | БЕЛ 10   | НИД 12 | ИТА 13   | АЗЕ 13   | СИН 18   | США      | МЕХ      | САП      | ЛАС    | КАТ | АБУ | 17    | 12   |

## Вне автоспорта
Даниэль Риккардо принял участие в популярном британском телешоу Top Gear, он выступил в рубрике «Знаменитость за рулём бюджетного автомобиля», в которой гонщики Формулы-1 традиционно выступают за рулём Suzuki Liana. Риккардо проехал круг с результатом 1:42,2, с которым на 0,7 сек. улучшил рекорд, установленный в феврале 2013 года Льюисом Хэмилтоном.

## Медоед
На шлеме Даниэля Риккардо изображён медоед — животное, за своё поведение получившее славу одного из самых бесстрашных в мире. Кроме шлема Риккардо медоед также увековечен в таких произведениях, как «Хранитель Лев» и «Смертельные укусы».